# Società Sportiva Calcio Napoli 1973-1974
Questa voce raccoglie le informazioni riguardanti la Società Sportiva Calcio Napoli nelle competizioni ufficiali della stagione 1973-1974.

## Stagione
Nella stagione 1973-1974 il Napoli affidato all'allenatore Luís Vinício ottiene con 36 punti il terzo posto della classifica, lontano dalle prime due, la Lazio che con 43 punti vince il suo primo scudetto tricolore e la Juventus seconda con 41 punti. Retrocedono in Serie B il Foggia, il Genoa ed il Verona.
Per questa stagione il presidente Corrado Ferlaino affida il Napoli al suo ex centravanti Luís Vinício, il quale ripaga la fiducia con un campionato molto positivo, con 12 vittorie, 12 pareggi e 6 sconfitte. Miglior realizzatore il brasiliano Sergio Clerici non di primo pelo ma ancora capace di mettere a segno 15 reti. In Coppa Italia il Napoli disputa il sesto gruppo di qualificazione, vinto dal Bologna con 5 punti, ma con la stessa differenza reti e lo stesso punteggio degli azzurri.

## Divise
| Casa | Trasferta | Portiere | Portiere |

## Rosa
| N. |                   | Ruolo | Calciatore           |
| -- | ----------------- | ----- | -------------------- |
|    | Italia (bandiera) | P     | Pietro Carmignani    |
|    | Italia (bandiera) | P     | Mario Da Pozzo       |
|    | Italia (bandiera) | D     | Giuseppe Bruscolotti |
|    | Italia (bandiera) | D     | Spartaco Landini     |
|    | Italia (bandiera) | D     | Luigi Pogliana       |
|    | Italia (bandiera) | D     | Luigi Punziano       |
|    | Italia (bandiera) | D     | Carlo Ripari         |
|    | Italia (bandiera) | D     | Giovanni Vavassori   |
|    | Italia (bandiera) | D     | Mario Zurlini        |
|    | Italia (bandiera) | C     | Antonio Albano       |
|    | Italia (bandiera) | C     | Salvatore Esposito   |

| N. |                    | Ruolo | Calciatore                 |
| -- | ------------------ | ----- | -------------------------- |
|    | Italia (bandiera)  | C     | Antonio Juliano (capitano) |
|    | Italia (bandiera)  | C     | Riccardo Mascheroni        |
|    | Italia (bandiera)  | C     | Vincenzo Montefusco        |
|    | Italia (bandiera)  | C     | Andrea Orlandini           |
|    | Italia (bandiera)  | A     | Giorgio Braglia            |
|    | Brasile (bandiera) | A     | Cané                       |
|    | Brasile (bandiera) | A     | Sergio Clerici             |
|    | Italia (bandiera)  | A     | Giovanni Ferradini         |
|    | Italia (bandiera)  | A     | Rocco Fotia                |
|    | Italia (bandiera)  | A     | Gaetano Troja              |

## Calciomercato
| Acquisti | Acquisti            | Acquisti          | Acquisti   |
| R.       | Nome                | da                | Modalità   |
| -------- | ------------------- | ----------------- | ---------- |
| A        | Giorgio Braglia     | Foggia            | definitivo |
| A        | Sergio Clerici      | Fiorentina        | definitivo |
| A        | Rocco Fotia         | Mantova           | prestito   |
| D        | Spartaco Landini    | Palermo           | definitivo |
| C        | Riccardo Mascheroni | Varese            | prestito   |
| D        | Carlo Ripari        | Lanerossi Vicenza | definitivo |
| A        | Gaetano Troja       | Palermo           | prestito   |

| Cessioni | Cessioni         | Cessioni          | Cessioni   |
| R.       | Nome             | a                 | Modalità   |
| -------- | ---------------- | ----------------- | ---------- |
| A        | Giuseppe Damiani | Lanerossi Vicenza | definitivo |
| D        | Domenico Fontana | Lanerossi Vicenza | definitivo |
| C        | Giovanni Improta | Sampdoria         | prestito   |
| A        | Giorgio Mariani  | Inter             | definitivo |
| D        | Dino Panzanato   | Latina            | svincolato |
| D        | Angelo Rimbano   | Bologna           | definitivo |

## Risultati

### Serie A

#### Girone di andata
| Cagliari 7 ottobre 1973 1ª giornata | Cagliari        | 0 – 0 | Napoli | Stadio Sant'Elia\| Arbitro: \| Giunti (Arezzo) \| |
| Arbitro:                            | Giunti (Arezzo) |       |        |                                                   |

| Arbitro: | Bernardis (Milano) |

|                             |           |  |
| Cané 45’ Clerici 78’ (rig.) | Marcatori |  |

| Arbitro: | Angonese (Mestre) |

|                            |           |                      |
| A. Moro 14’ Boninsegna 49’ | Marcatori | 28’ Clerici 42’ Cané |

| Arbitro: | Gialluisi (Barletta) |

|             |           |  |
| Braglia 84’ | Marcatori |  |

| Arbitro: | Michelotti (Parma) |

|          |           |             |
| Roggi 2’ | Marcatori | 89’ Clerici |

| Arbitro: | Cantelli (Firenze) |

|                         |           |             |
| Zurlini 42’ Clerici 86’ | Marcatori | 24’ Damiani |

| Arbitro: | Gonella (Torino) |

|  |           |             |
|  | Marcatori | 37’ Braglia |

| Arbitro: | Mascali (Desenzano del Garda) |

|                 |           |  |
| Cera 21’ (aut.) | Marcatori |  |

| Arbitro: | Michelotti (Parma) |

|               |           |  |
| Chinaglia 74’ | Marcatori |  |

| Arbitro: | Menegali (Roma) |

|          |           |                          |
| Cané 50’ | Marcatori | 58’ Bisiolo 68’ Chiarugi |

| Arbitro: | Branzoni (Pavia) |

|                             |           |  |
| Cané 31’ Clerici 52’ (rig.) | Marcatori |  |

| Arbitro: | C. Lo Bello (Siracusa) |

|            |           |  |
| Pavone 33’ | Marcatori |  |

| Arbitro: | Toselli (Cormons) |

|                         |           |  |
| Clerici 67’, 77’ (rig.) | Marcatori |  |

| Arbitro: | R. Lattanzi (Roma) |

|                      |           |          |
| Vavassori 27’ (aut.) | Marcatori | 17’ Cané |

| Arbitro: | Casarin (Milano) |

|          |           |  |
| Cané 41’ | Marcatori |  |

#### Girone di ritorno
| Arbitro: | Picasso (Chiavari) |

|             |           |  |
| Braglia 89’ | Marcatori |  |

| Arbitro: | Ciacci (Firenze) |

|                                   |           |                    |
| Capello 7’, 51’ Anastasi 20’, 48’ | Marcatori | 76’ (rig.) Clerici |

| Arbitro: | R. Lattanzi (Roma) |

|                            |           |                |
| Clerici 5’ Bruscolotti 68’ | Marcatori | 61’ S. Mazzola |

| Genova 3 marzo 1974 19ª giornata | Sampdoria          | 0 – 0 | Napoli | Stadio Luigi Ferraris\| Arbitro: \| Michelotti (Parma) \| |
| Arbitro:                         | Michelotti (Parma) |       |        |                                                           |

| Arbitro: | Angonese (Mestre) |

|                         |           |                     |
| Braglia 10’ Clerici 16’ | Marcatori | 72’ (rig.) De Sisti |

| Arbitro: | Toselli (Cormons) |

|                  |           |             |
| Sormani 10’, 21’ | Marcatori | 75’ Braglia |

| Arbitro: | C. Lo Bello (Siracusa) |

|             |           |           |
| Juliano 62’ | Marcatori | 77’ Orazi |

| Arbitro: | Giunti (Arezzo) |

|            |           |             |
| Braida 89’ | Marcatori | 60’ Braglia |

| Arbitro: | Ciacci (Firenze) |

|                                     |           |                                |
| Clerici 18’, 53’ (rig.) Juliano 25’ | Marcatori | 23’, 41’, 63’ (rig.) Chinaglia |

| Milano 15 aprile 1974 25ª giornata | Milan            | 0 – 0 | Napoli | Stadio San Siro\| Arbitro: \| Gonella (Torino) \| |
| Arbitro:                           | Gonella (Torino) |       |        |                                                   |

| Arbitro: | R. Lattanzi (Roma) |

|           |           |  |
| Luppi 23’ | Marcatori |  |

| Arbitro: | Barbaresco (Cormons) |

|             |           |                     |
| Clerici 66’ | Marcatori | 70’ (aut.) Punziano |

| Arbitro: | Angonese (Mestre) |

|                                    |           |                      |
| G. Savoldi 22’ (rig.) R. Vieri 50’ | Marcatori | 20’ Clerici 76’ Cané |

| Arbitro: | Michelotti (Parma) |

|                    |           |              |
| Clerici 29’ (rig.) | Marcatori | 35’ Graziani |

| Arbitro: | Motta (Monza) |

|            |           |                  |
| Rosato 57’ | Marcatori | 30’, 39’ Braglia |

### Coppa Italia

#### Primo turno
| Arbitro: | Trono (Torino) |

|             |           |                 |
| Braglia 10’ | Marcatori | 45’ Passalacqua |

| Arbitro: | R. Lattanzi (Roma) |

|                         |           |                |
| Clerici 52’ Juliano 67’ | Marcatori | 25’ G. Savoldi |

| Arbitro: | Serafino (Roma) |

|                                  |           |                           |
| Turchetto 2’, 72’ Roccotelli 62’ | Marcatori | 10’ Juliano 56’ A. Albano |

| Napoli 16 settembre 1973 4ª giornata | Napoli | 2 – 0 A tav. | Genoa | Stadio San Paolo |

## Statistiche

### Statistiche di squadra
| Competizione | Punti | In casa | In casa | In casa | In casa | In casa | In casa | In trasferta | In trasferta | In trasferta | In trasferta | In trasferta | In trasferta | Totale | Totale | Totale | Totale | Totale | Totale | DR |
| Competizione | Punti | G       | V       | N       | P       | Gf      | Gs      | G            | V            | N            | P            | Gf           | Gs           | G      | V      | N      | P      | Gf     | Gs     | DR |
| ------------ | ----- | ------- | ------- | ------- | ------- | ------- | ------- | ------------ | ------------ | ------------ | ------------ | ------------ | ------------ | ------ | ------ | ------ | ------ | ------ | ------ | -- |
| Serie A      | 36    | 15      | 10      | 4       | 1       | 23      | 11      | 15           | 2            | 8            | 5            | 12           | 17           | 30     | 12     | 12     | 6      | 35     | 28     | +7 |
| Coppa Italia | 5     | 3       | 2       | 1       | 0       | 5       | 2       | 1            | 0            | 0            | 1            | 2            | 3            | 4      | 2      | 1      | 1      | 7      | 5      | +2 |
| Totale       |       | 18      | 12      | 5       | 1       | 28      | 13      | 16           | 2            | 8            | 6            | 14           | 20           | 34     | 14     | 13     | 7      | 42     | 33     | +9 |

### Statistiche dei giocatori
| Giocatore      | Serie A  | Serie A | Coppa Italia | Coppa Italia | Totale   | Totale |
| Giocatore      | Presenze | Reti    | Presenze     | Reti         | Presenze | Reti   |
| -------------- | -------- | ------- | ------------ | ------------ | -------- | ------ |
| A. Albano      | 11       | 0       | 2            | 1            | 13       | 1      |
| G. Braglia     | 29       | 8       | 3            | 1            | 32       | 9      |
| G. Bruscolotti | 27       | 1       | 3            | 0            | 30       | 1      |
| Cané           | 28       | 7       | 2            | 0            | 30       | 7      |
| P. Carmignani  | 30       | -28     | 3            | -5           | 33       | -33    |
| S. Clerici     | 28       | 15      | 3            | 1            | 31       | 16     |
| S. Esposito    | 29       | 0       | 1            | 0            | 30       | 0      |
| G. Ferradini   | 3        | 0       | -            | -            | 3        | 0      |
| R. Fotia       | 1        | 0       | 1            | 0            | 2        | 0      |
| A. Juliano     | 29       | 2       | 3            | 2            | 32       | 4      |
| S. Landini     | 10       | 0       | 1            | 0            | 11       | 0      |
| R. Mascheroni  | 5        | 0       | 2            | 0            | 7        | 0      |
| V. Montefusco  | 5        | 0       | 1            | 0            | 6        | 0      |
| A. Orlandini   | 30       | 0       | 3            | 0            | 33       | 0      |
| L. Pogliana    | 30       | 0       | 3            | 0            | 33       | 0      |
| L. Punziano    | 3        | 0       | -            | -            | 3        | 0      |
| C. Ripari      | 9        | 0       | -            | -            | 9        | 0      |
| G. Troja       | 4        | 0       | -            | -            | 4        | 0      |
| G. Vavassori   | 18       | 0       | 2            | 0            | 20       | 0      |
| M. Zurlini     | 23       | 1       | 3            | 0            | 26       | 1      |